# Sigmophora papuana
Sigmophora papuana är en stekelart som beskrevs av Ikeda 1999. Sigmophora papuana ingår i släktet Sigmophora och familjen finglanssteklar.
Artens utbredningsområde är Papua Nya Guinea. Inga underarter finns listade i Catalogue of Life.